# Кили, София
София Элси Кили (англ. Sophia Elsie Kiely; род. в 2000) — британская юная актриса, лауреат премии Лоренса Оливье, которую получила вместе с Клео Деметриу, Керри Инграм и Элеонор Уортингтон-Кокс. Играла главную роль в мюзикле «Матильда»

## Биография
Дебютировала в театре в роли Матильды 27 октября 2011 года. В апреле 2012 года получила премии Лоренса Оливье в номинации «Лучшая женская роль в мюзикле» вместе со своими коллегами по сцене. Также выступила с ролью Матильды в театре «Уэст-Энд», на Трафальгарской площади, исполнив песню «Naughty».
Живёт вместе со своей семьёй в Лондоне и имеет частную жизнь.

## Театр
| Год       | Название | Роль             | Театр              | Даты                             |
| --------- | -------- | ---------------- | ------------------ | -------------------------------- |
| 2011—2012 | Матильда | Матильда Уормвуд | Кембриджский театр | 25 октября 2011 — 14 апреля 2012 |

### Награды и номинации
| Год  | Премия                  | Номинация                                                                                    | Название | Результат |
| ---- | ----------------------- | -------------------------------------------------------------------------------------------- | -------- | --------- |
| 2012 | Whatsonstage.com Awards | Лучшая актриса мюзикла (вместе Клео Деметриу, Керри Инграм и Элеонор Уортингтон-Кокс)        | Матильда | Номинация |
| 2012 | Премия Лоренса Оливье   | Лучшая женская роль в мюзикле (вместе Клео Деметриу, Керри Инграм и Элеонор Уортингтон-Кокс) | Матильда | Победа    |